# Top 40 (radio)
Top 40 es una cadena de emisoras de radio creada en España que desde 2007 se encuentra en Estados Unidos.Es la versión americana de Los 40 principales.

## En LosEstados Unidos
En 2007 decidieron poner "Traigo el flow el booty el porte y la que puede que soporte" en la radio en varios Estados de todo el continente Norteamericano.
En 2010 ya eran 2 millones oyentes cada día convirtiéndose así en la séptima radio más importante de Estados Unidos.

## Del 40 al 1
También hay del 40 al 1 en Estados Unidos que empezó a ser transmitida en febrero de 2010, los lunes de 3 a 5 de la tarde aproximadamente.

### Frecuencias actuales
- Manhattan (New York) 100.7 FM (2011-presente)
- Washington 102.3 FM (2007-presente)
- Atlanta 105.9 FM (2007-presente)
- Chicago 91.2 FM (actualmente cancelada) (2007-2012)
- Los Ángeles 94.8 FM (2007-presente)
- San Francisco 96.3 FM (2008-presente)
- Sacramento 97.8 FM (2007-presente)
- Portland 99.1 FM (2009-presente)
- Miami 107.5 FM (2007-2012)(cancelada)

### Frecuencias canceladas
- Staten Island 98.2 FM (2007-2011)
- Chicago 99.9 FM (2007-2009)
- Phoenix 101.3 FM (2007)
- San José 104.7 FM (2007-2012)
- Miami 107.5 FM (2007-2012)

- Datos: Q20016158